# Semana Mundial de la Alfabetización Mediática e Informacional
La Semana Mundial de la Alfabetización Mediática e Informacional es un evento anual que comienza el 24 de octubre  desde 2011, fue proclamada por la UNESCO en ese mismo año.

## Proclamación
La Semana Mundial de la Alfabetización Mediática e Informacional fue proclamada por la UNESCO en colaboración con la Alianza de Civilizaciones de las Naciones Unidas (UNAOC) y la Alianza Global para las Asociaciones sobre Alfabetización Mediática e Informacional (GAPMIL) a partir del primer Foro Internacional sobre Alfabetización Mediática e Informacional, celebrado en Fez, Marruecos, en 2011. La proclamación responde a la creciente necesidad de que las personas desarrollen  habilidades críticas para manejar la información y medios en un entorno digital cada vez más complejo, promoviendo una ciudadanía informada que sea capaz de discernir información veraz y protegerse de la desinformación. La UNESCO y sus socios establecieron esta iniciativa para fomentar la inclusión social y el diálogo intercultural, promoviendo competencias que empoderen a las personas en el uso seguro y responsable de las tecnologías de la información.

## Celebración
La semana comienza cada año el 24 de octubre. La primera celebración tuvo lugar en 2011, y desde entonces el evento se ha consolidado como una plataforma de referencia donde educadores, estudiantes y profesionales comparten conocimientos, desarrollan competencias digitales y fortalecen el pensamiento crítico en relación con los medios y la información. Las actividades incluyen talleres, conferencias, competencias y presentaciones sobre alfabetización en medios e información digital, así como la presentación anual de los Premios Mundiales de Alfabetización Mediática e Informacional, que reconocen a educadores destacados en esta área.

## Temas
| Año  | País           | Ciudad     | Tema |
| ---- | -------------- | ---------- | --- |
| 2011 | Marruecos      | Fez        | Primera celebración, sin tema |
| 2012 | España         | Barcelona  | Sin tema |
| 2013 | Egipto         | El Cairo   | Sin tema |
| 2014 | China          | Pekín      | Sin tema |
| 2015 | Estados Unidos | Filadelfia | Sin tema |
| 2016 | Brasil         | São Paulo  | Sin tema |
| 2017 | Jamaica        | Kingston   | Media and Information Literacy in Critical Times: Re-imagining Ways of Learning and Information Environments, ('Alfabetización Mediática e Informacional en Tiempos Críticos: Reimaginando Formas de Aprendizaje y Entornos de Información') |
| 2018 | Lituania       | Kaunas     | Media and Information Literate Cities: Voices, Powers and Change Makers, ('Ciudades Alfabetizadas en Medios e Información: Voces, Poderes y Agentes de Cambio')                                                                              |
| 2019 | Suecia         | Gotemburgo | MIL Citizens: Informed, Engaged, Empowered, ('Ciudadanos AMI: Informados, Comprometidos, Empoderados) |
| 2020 | Corea del Sur  |            | Resisting Disinfodemic: Media and Information Literacy for Everyone and by Everyone, ('Resistiendo la Desinfodemia: Alfabetización Mediática e Informacional para Todos y por Todos')                                                        |
| 2021 | Sudáfrica      |            | Alfabetización mediática e informacional por el bien público |
| 2022 | Nigeria        | Abuya      | Profundizar la confianza: un imperativo de la alfabetización mediática e informacional |
| 2023 | Jordania       | Mar Muerto | Alfabetización mediática e informacional en los espacios digitales: Una Agenda Global Colectiva, Postpuesta |
| 2024 | Jordania       | Amán       | Las nuevas fronteras digitales de la información: Alfabetización mediática e informacional para la información de interés público |